# (2226) Cunitza
(2226) Cunitza (1936 QC1) – planetoida z grupy pasa głównego asteroid okrążająca Słońce w ciągu 4,86 lat w średniej odległości 2,87 au. Odkryta 26 sierpnia 1936 roku.